# Баччелли, Маттео

Маттео Баччелли. Копия картины «Давид с головой Голиафа» Караваджо

Маттео Баччелли (итал. Mateus Baccelli; около 1770, Лукка Тоскана —1850, Чёрный Остров, Подольская губерния (ныне в Хмельницком районе Хмельницкой области Украины)) — итальянский художник. Член Римской Академии искусств святого Луки.

## Биография
С 1787 года изучал искусство живописи в Риме.
В сентябре 1806 заключил контракт и был приглашён учителем рисования и итальянского языка для детей Тадеуша Чацкого в его имение в Порыцке (ныне Павловка (Иваничевский район) Волынской области, Украины). Когда Тадеуш Чацкий основал знаменитую Кременецкую школу на Волыни (1807), он пригласил Баччелли преподавать живопись и рисунок.
С 1817 преподавал в Кременецком лицее на Волыни (по другим данным, давал частные уроки состоятельным ученикам Волынского лицея), работал учителем рисунка в Каменецкой уездной школе (ныне Каменец-Подольский).
В 1824 году стал губернским, в 1825 — коллежским секретарём. В 1826 году был уволен со службы.
В 1830 поселился в Чёрном Острове, где было имение графа Константина Пршездецкого.
Написал, в частности, 2 иконы для местного костёла, его автопортрет находился перед Второй мировой войной в библиотеке графов Пршездзецких в Варшаве.
Автор ряда портретов и картин на сакральную тематику.